# クレチン
クレチン (Cretin) は、アメリカのグラインドコアバンド。

## 略歴
1992年、Dan Martinez(ヴォーカル/ギター)とMatt Widener(ベース)は、当時のアメリカのデスメタル・グラインドコアシーンに対するサンタ・クルーズからの回答として"Cretin"を結成。1994～1995年にWidenerは地元サンノゼのゴアグラインドバンド“エクジュームド(Exhumed)”にも在籍していたが、精神に異常をきたし脱退。1996年にアメリカ海軍に入るため一時Cretinの活動も休止している。その間、Martinezはビデオゲーム制作等の仕事に従事していた。
2003年Widenerが復帰し、Exhumedを脱退したCol Jonesも加入しバンドは活動を再開。2004年に最初のファーストデモ「Cretanic Grind Ambush」を製作。翌年、リラプス・レコードと契約した。
2006年、ファーストアルバム「Freakery」をリリース。しかしバンドはその後再び、活動休止状態に陥る。
ヴォーカルのMartinezは長年、性同一性障害に悩まされており、ついには性転換を果たす。およそ6年の空白期間を経てMartinezが復帰、女性ギタリストのElizabeth Schall (元Dreaming Dead)が加入し、バンドは活動を再開。
その後2011～2013年、Martinezはグラインド/デスメタルバンドRepulsionに一時ギタリストで在籍。
2014年12月、セカンドアルバム「Stranger」 がリリースされた。

## メンバー
- Marissa Martinez (Dan Martinez) - ギター/ボーカル　※Repulsion
- Matt Widener - ベース　※ex-Exhumed
- Elizabeth Schall - ギター　※Dreaming Dead
- Col Jones - ドラム ※ex-Exhumed, Dekapitator, Repulsion

## アルバム
- Cretanic Grind Ambush(demo EP)(2004)
- Freakery(2006)
- Stranger(2014)